# Абрамчук, Вероника Михайловна
Вероника Михайловна Абрамчук (рум. Veronica Abramciuc; род. 5 марта 1958, с. Петрушены, Рышканский район, Молдавская ССР, СССР) — молдавский политик, депутат парламента Республики Молдова VI—VIII созывов и бывший сопредседатель Партии социалистов Республики Молдова.
Кандидат на пост Президента Республики Молдова на выборах 1996 года. Член Международной ассоциации «Аliternatyve».

## Биография
Окончила Молдавский государственный университет Молдовы. Историк. Выпускница Высшей партийной школы (ВПШ) СССР, факультет — идеологическая борьба. Идеолог.
С 1995 по 1999 год начальница Управления внешних связей в мэрии Кишинёва, член двух правительств Республики Молдова, возглавляла Департамент национальных отношений при Правительстве.
Избиралась депутатом парламента по спискам Партии коммунистов Республики Молдова на парламентских выборах апреля 2009, июля 2009 и 2010 года.
4 ноября 2011 года вместе с депутатами парламента Игорем Додоном и Зинаидой Гречаной покинула фракцию Партии коммунистов Республики Молдова, а 18 ноября в парламенте была создана новая парламентская группа — социалистов, в которую вошли эти три депутата.